# Donald Washington sr.
Donald Washington (West Philadelphia, 1930 - Haddon Heights, 1 december 2009) was een Amerikaanse jazzsaxofonist.

## Biografie
Washington werd geboren in West Philadelphia en groeide op in Southwest Philadelphia. In 1948 studeerde hij af aan de Murrell Dobbins Career and Technical Education High School, waar hij excelleerde in zwemmen en basketbal. Van 1965 tot 1990 werkte hij voor Food Fair Services als magazijnbegeleider. Hij won trofeeën en awards met het amateur-boksteam van het bedrijf. Maar jazz was altijd zijn leven en passie. Hij studeerde aan privé- en openbare instituten, begon saxofoon te spelen als oudste in het jazzcircuit van Philadelphia van eind jaren 1960 tot midden jaren 1980.
Als leider formeerde Washington de band The Marlboro Men, die toerden in Haïti, Jamaica en de Maagdeneilanden. Hij trad ook op met Donald Byrd, Jerry Butler, Nat King Cole, Sammy Davis jr., B.B. King, Diana Ross, Neil Sedaka en Horace Silver. Als hij niet reisde, jamde hij regelmatig in de Saturday Nights at Natalie's Lounge in West Philadelphia. Onder zijn leerlingen waren Grover Washington jr., George Howard en James Carter. 

## Privéleven en overlijden
Washington was twee keer getrouwd en had negen kinderen uit zijn eerste huwelijk. Hij overleed op 1 december 2009 in Haddon Heights op 79-jarige leeftijd aan de gevolgen van longkanker.